# Kanári (film)
A Kanári (eredeti cím: Songbird) 2020-as amerikai disztópikus sci-fi filmthriller, amelyet saját és Simon Boyes forgatókönyvéből Adam Mason rendezett. A film egyik producere Michael Bay volt. A főbb szerepekben KJ Apa, Sofia Carson, Craig Robinson, Bradley Whitford, Peter Stormare, Alexandra Daddario, Paul Walter Hauser és Demi Moore látható.
2020. december 11-én jelent meg prémium Video on Demand szolgáltatáson keresztül az STX Entertainment forgalmazásában.

## Cselekmény
2024-ben a világ a COVID-19 világjárvány negyedik évét éli, amely a vírus mutációja után COVID-23 néven vált ismertté. A világjárvány következtében már több mint 100 millió ember halt meg világszerte. Az Amerikai Egyesült Államokban a vírussal fertőzött embereket akaratuk ellenére elhurcolják otthonukból, és karantén táborokba, más néven „Q-zónákba” vagy koncentrációs táborokba viszik őket, ahol egyesek ellenállnak a brutális korlátozásoknak. Ezekben a táborokban várják gyógyulásukat vagy halálukat. Azok, akik meggyógyulnak, immunitási karperecet kapnak, hogy elhagyhassák a zónákat.
Nico Price biciklis futár, aki immunis, mert megfertőződött a vírussal és meggyógyult, távkapcsolatban él Sara Garciával, egy fiatal művésznővel, ugyanis a higiéniai előírások tiltják a testi kapcsolatot. Nico Lesternek dolgozik, aki arra szakosodott, hogy csomagokat szállítson gazdag magánszemélyeknek. Egyik legjelentősebb ügyfele a Griffin-család, lányuk, Emma autoimmun betegségben szenved. William Griffinnek, a volt lemezlovasnak viszonya van Mayjel, aki coverdalokkal keresi a kenyerét. A karantén alatt May barátságot köt Michael Dozerrel, egy rokkant háborús veteránnal, aki drónkezelőként dolgozik Lesternek, hogy megfigyelje és szemmel tartsa a futárokat.
Amikor Sara nagymamája, Lita megbetegszik, Emmett Harland, a Los Angeles-i egészségügyi intézmény vezetője azt feltételezi, Sara megfertőződött, ezért Nico úgy dönt, hogy megmenti a lányt. Nico felveszi a kapcsolatot Lesterrel, mivel tudja, illegális immunitási karpereceket szállít. Lester elmondja neki, hogy Griffinék árulják a karpereceket. Amikor Nico elmegy a házukhoz, Griffinék megadják neki az állítólagos szállítójuk telefonszámát. Nico végül egy raktárban találkozik Harlanddal, és rájön, hogy ez egy csapda. Nicónak az utolsó pillanatban sikerül megszöknie. Közben Sara várja Nicót, miközben Lita meghal. A mentősök eljönnek Litaért, a személyzet pedig le akarja tartóztatni Sarát. Sara leüti egyiküket, és felveszi annak védőruháját, mielőtt elmenekülne a lakóépületből. Harland és csapata végül utoléri Sarát, és ott kiderül, hogy a fertőzés ellenére Sara még nem mutatja a COVID-23 tüneteit, ezért valószínűleg immunis. Ennek ellenére Harland letartóztatja Sarát.
William követeli May újbóli láthatását, de a lány többször is visszautasítja, azt állítva, hogy rögzítette, amint illegális védettséget biztosító karperecet ajánl fel neki. William felesége, Piper meghallja a Mayjel folytatott telefonbeszélgetését, és kidobja a házból. William el akar menni Mayhez, hogy elhallgattassa. Piper azonban előbb figyelmezteti Mayt. May segítséget kér Dozertől, aki egy felfegyverzett drónnal megöli Williamet és megmenti May életét.
Nico visszatér Griffinékhez, és szembesíti Pipert azzal, amit tud. Miután kijelenti, hogy csak a barátnője életét akarja megmenteni, Piper beleegyezik a segítségnyújtásba. Beállít egy védettségi karperecet Sara számára. Nico ezután visszatér Sara lakására, és rájön, a lányt már elvitte az egészségügyi osztály. Harland megjelenik, és harc tör ki kettejük között, amelyben Harland meghal. Lester és Dozer segítségével Nico meg tudja találni Sarát a „Q-zónában”, és időben felhelyezi rá a védettségi karperecet, hogy megmentse a karanténtól. Amikor először megölelik egymást, Sara elmondja Nicónak, hogy valóban immunis.

## Szereplők
| Szerep          | Színész              | Magyar hang      |
| --------------- | -------------------- | ---------------- |
| Nico Price      | KJ Apa               | Czető Roland     |
| Sara Garcia     | Sofia Carson         | Molnár Ilona     |
| Lester          | Craig Robinson       | Bognár Tamás     |
| Emmett Harland  | Peter Stormare       | Barbinek Péter   |
| May             | Alexandra Daddario   | Csifó Dorina     |
| Piper Griffin   | Demi Moore           | Tóth Enikő       |
| Michael Dozer   | Paul Walter Hauser   | Schneider Zoltán |
| William Griffin | Bradley Whitford     | Tarján Péter     |
| Emma Griffin    | Lia McHugh           | Szűcs Anna Viola |
| Lita Garcia     | Elpidia Carrillo     |                  |
| Alice           | Michole Briana White |                  |

### Magyar változat
- Bemondó: Endrédi Máté
- Magyar szöveg: Bányai István
- Hangmérnök és vágó: Schmidt Zoltán
- Gyártásvezető: Vigvári Ágnes
- Szinkronrendező: Zentai Mária
- Produkciós vezető: Jávor Barbara

A szinkront a Direct Dub Studios készítette el.

## A film készítése
2020 októberében Lorne Balfe megerősítette, hogy ő fogja megzenésíteni a filmet. A számlista album 2020. december 11-én jelent meg a Sony Classical forgalmazásában. A film hivatalos előzetesében Bob Marley „Three Little Birds” című dala hallható.